# Zofia Batycka
Zofia Maria Batycka (ur. 1 listopada 1907 w Lisku, zm. 6 kwietnia 1989 w Los Angeles) – polska aktorka, Miss Polonia 1930, wicemiss Miss Europe 1930.

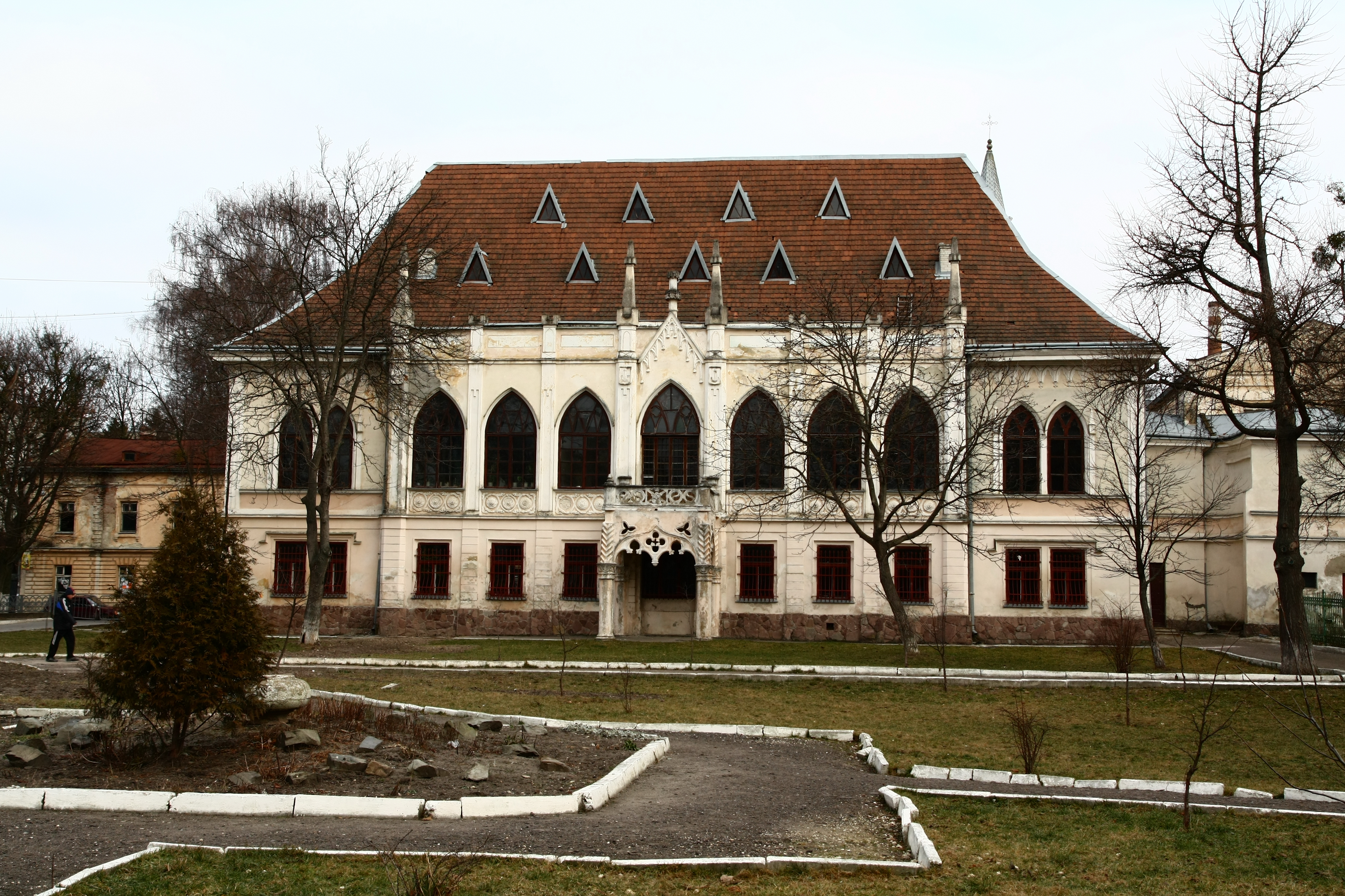
Pałac Turkułłów-Comello we Lwowie

## Życiorys
Była córką galicyjskiego adwokata Eugeniusza Batyckiego i Janiny z Podstawskich, właścicieli pałacu Turkułłów-Comello we Lwowie. Uczyła się w gimnazjum we Lwowie i w żeńskiej szkole gospodarczej Janiny Karłowicz w Snopkowie. W 1930 roku została Miss Polonia oraz wicemiss  Europy.
W 1932 roku, po podpisaniu kontraktu z „International Artists”, wyjechała do USA. Trafiła do Hollywood z nadzieją na wielką karierę, która jednak się nie ziściła – aktorka nie nakręciła tam żadnego filmu. W 1934 powróciła do Polski i występowała w teatrach. W 1938 w Londynie wyszła za mąż za Holendra François Pittevila i zamieszkała w Antwerpii.
Po II wojnie światowej ponownie wyjechała do Stanów Zjednoczonych i zamieszkała w Los Angeles. Po śmierci męża pracowała jako nauczycielka języków obcych (władała czterema językami), a następnie pracowała w galerii „Bac Street Antiques”. Została pochowana na Hollywood Forever Cemetery w Los Angeles.

## Filmografia
Zagrała w sześciu filmach:
- 1929: Grzeszna miłość, jako Iza Chosłowska
- 1929: Szlakiem hańby, jako Iza Górska
- 1930: Dusze w niewoli, jako Leontyna Łęska
- 1930: Moralność pani Dulskiej, jako Matylda
- 1931: Kobieta, która się śmieje, jako Iza Brenton
- 1931: Dziesięciu z Pawiaka, jako Olga